# آبشار تریبرگ
آبشار تریبرگ (به آلمانی: Triberger Wasserfälle) یک آبشار در آلمان است که در جنگل سیاه واقع شده‌است.